# Заппиа, Марианджела
Марианджела Заппиа (итал. Mariangela Zappia; род. 12 августа 1959, Виадана, Ломбардия) — итальянский дипломат. Посол Италии в США (с 2021).

## Биография
Родилась 12 августа 1959 года. Получила степень магистра политических наук и международных отношений Флорентийского университета. Также окончила факультет дипломатических и международных отношений данного университета.
Окончила курсы дипломатической практики и управления Дипломатической Академии при МИД Италии.
С 1986 по 1990 год работала в посольстве Италии в Сенегале. С 1990 по 1993 год работала в генеральном консульстве Италии в Нью-Йорке.
В 1993 году присвоен дипломатический ранг советника.
С 1994 по 1997 года являлась советником Службы прессы и информации и Офиса пресс-секретаря министра иностранных дел Италии.
С 1997 по 2000 год являлась первым советником посольства Италии в Бельгии. С 2000 по 2003 год являлась первым советником постоянной миссии Италии при ООН (Нью-Йорк).
С 2007 года являлась главой департамента Средиземноморья, Ближнего востока и Балкан МИД Италии.
Являлась координатором программ в отношении насилия над женщинами, по вопросам женщин, мира и безопасности в период председательства Италии в G8 в 2009 году.
С 2007 по 2011 год являлась полномочным министром постоянной миссии Италии при ООН и иных международных организациях (Женева).
С 2011 по 2014 год являлась главой делегации ЕС при ООН и иных международных организациях (Женева).
С 1 октября 2014 по 2016 год являлась постоянным представителем Италии при НАТО (Брюссель).
С 2016 по 2018 год являлась дипломатическим советником премьер-министра Италии и шерпа при G7 и G20.
С 2018 по 2021 год являлась постоянным представителем Италии при ООН.
Посол Италии в США (с 20 марта 2021).
Владеет английским, французским, испанским языками.
Является автором публикаций по вопросам реформы Совета безопасности ООН, вкладу Италии в миротворческий процесс. Принимала участие в международных конференциях по внешней политике Италии, внешней политике и политике безопасности ЕС, миграции, разоружению.
Является советником Международного института мира.

## Награды
- Офицер ордена «За заслуги перед Итальянской Республикой»  (2002)
- Командор ордена «За заслуги перед Итальянской Республикой»
- «Mela D’Oro» (2019, Фонд Марисы Беллизарио)
- «Top Diplomacy» (2022, Фонд Гвидо Карли)